# Агоп Кеворкян
Агоп Гарабед Кеворкян е български машинен инженер.
Той е роден в София през 1914 г. Следва математика в СУ „Климент Охридски“, после продължава по специалност „Текстилно инженерство“ в Аахен, Германия. Защитава дисертация на тема „Теоретично определяне на очакваната здравина на преждите“ в Аахен (1939).
Работи във вълнено-текстилни предприятия в Сливен и София (1942). Ръководи създаването на Държавното индустриално обединение „Вълнена индустрия“ в София (1947 – 1950).
През 1952 г. е избран за хоноруван доцент в Държавната политехника, преминала през 1953 г. в Машинно-електротехническия институт (днес Технически университет) в София.
Междувременно е съветник в Министерството на индустрията ((1950 – 1953). Става редовен доцент (1956), ръководи специалността и оглавява създадената по-късно катедра „Текстилна техника“ и остава на тази длъжност до 1969 г. Избран е за редовен професор в Машинно-електротехническия институт през 1964 г.
Кеворкян е съосновател и член на редколегията на списание „Лека промишленост“. Председател е на Научно-техническия съюз по текстил и облекло (1965 – 1969). Експерт по създаването и развитието на националната текстилна промишленост в Ирак в периода 1969 – 1972 г.